# 海斯滕
海斯滕（丹麥語：Hadsten），丹麥日德蘭半島上的一座城鎮，法斯考市鎮的最大城镇，成立於1862年9月3日。人口为8325人（2020年1月1日）。海斯滕境內有许多教育机构。海斯滕因拥有欧洲最大的鐵道模型之一而闻名于世。除此之外，海斯滕还拥有欧洲最短的步行街。